# Sun Jat-sen
Sun Jat-sen (Žongšan, 12. studenog 1866. – Peking, 12. ožujka 1925.) bio je kineski političar, revolucionar i prvi predsjednik Republike Kine. Kao jednom od predvodnika ideje republike u Kini, Sun Jat-senu se često tepa kao "Ocu domovine". Odigrao je vrlo važnu ulogu u svrgavanju dinastije Qing, tijekom Sinhajske revolucije, u listopadu 1911. godine. Ovaj događaj označio je kraj carske Kine i nastanak Republike Kine. Godine 1912. postao je prvim predsjednikom Republike Kine. Ubrzo je zajedno sa Songom Điaorenom osnovao Kuomintang, i postao njegovim prvim predsjednikom. Sun je bio jedan od ujedinitelja postimperijalne Kine i jedan je od rijetkih kineskih političara iz XX. stoljeća kojeg jednako cijene i u NR Kini i na Tajvanu.
Iako se Sun smatra jednim od najvećih političara moderne Kine, njegov je politički život bio obilježen stalnim sukobima i čestim egzilima. Ubrzo nakon uspjeha u revoluciji, izgubio je moć u novonastaloj Republici Kini, zbog čega je formirao i vodio nekoliko revolucionarnih Vlada kako bi se odupro ratnim gospodarima koji su pod kontrolom umjesto središnje vlasti držali većinu teritorija. Sun nije doživio da vidi kao njegova stranka konsolidira moć u cijeloj zemlji. Njegova se stranka, koja je bila u slabom savezu s komunistima, raspala u dvije frakcije nakon njegove smrti. Danas je Sunova najveća ostavština njegova politička filozofija znana kao Tri narodna načela. Sun Jat-sen preminuo je 12. ožujka 1925. godine od raka jetre u svojoj 58. godini.